# Sílvia Orriols i Serra
Sílvia Orriols i Serra   (Vic, 9 d'octubre de 1984) és una política catalana, presidenta del partit polític Aliança Catalana, candidata a l'alcaldia de Ripoll a les eleccions municipals de 2019 i 2023 i batllessa de Ripoll d'ençà del 17 de juny de 2023. És membre de la Colla Gegantera de Ripoll.

## Biografia
És diplomada en Biblioteconomia i Documentació per la Universitat de Vic. Des del 2006 va treballar com a administrativa en una empresa privada. Com a política, ha sigut militant de diverses organitzacions polítiques, com ara L'Intransigent de Catalunya, el Jovent Republicà i el partit Estat Català. De fet, el 2004 va ocupar la 7a posició en la llista del partit per a les eleccions al Parlament Europeu. Després del referèndum sobre la independència de Catalunya de 2017, va començar a participar activament en les protestes a Ripoll contra l'aplicació de l'Article 155, i progressivament va anar agafant protagonisme en aquest tipus d'actes.
Més endavant, es va afiliar al Front Nacional de Catalunya, partit amb el qual es va presentar a les eleccions municipals de 2019 a Ripoll, obtenint 503 vots i un regidor. La resta de partits del consistori van pactar fer un cordó sanitari, comprometent-se a no pactar-hi ni a participar en cap debat electoral amb ella. El març del 2020 va abandonar el partit (on col·laborava com a independent) i va continuar al consistori com a regidora no adscrita.
Mig any després va fundar un nou partit polític, Aliança Catalana, des d'on defensa la independència de Catalunya a partir de posicions antisalafistes i islamòfobes, considerant que la immigració és en realitat una invasió prenent com a fonament les teories conspiratives del gran reemplaçament. El partit és sovint considerat d'extrema dreta.
Es va presentar com a alcaldable a les eleccions municipals de 2023, en les quals el seu partit va aconseguir ser la força més popular amb més del 30% dels vots, així que va obtenir 6 regidors. Al cap de pocs dies, la major part de la resta de partits polítics municipals van intentar fer un pacte per a evitar que Orriols esdevingués alcaldessa de Ripoll. Aquest pla no va reeixir perquè Junts per Ripoll, la segona força més votada, es va desmarcar del «cordó sanitari» que proposava com a batllessa entrant la candidata d'Esquerra Republicana de Catalunya, decisió no compartida per l'executiva nacional de Junts per Catalunya. Al capdavall, Orriols va atènyer la vara d'alcaldessa.
El maig del mateix any, malgrat que havia assegurat el juliol de 2023 en una entrevista que no es presentaria al Parlament de Catalunya, va ser la cap de llista d'Aliança Catalana a les eleccions al Parlament de Catalunya, cosa que va anunciar el març d'aquell any en un vídeo amb l'eslògan «Salvem Catalunya». Com que el partit hi va obtenir 118.032 vots i dos escons, Orriols va accedir a la cambra en qualitat de diputada.
El 2024, l'Oficina d'Igualtat de Tracte i No-Discriminació, davant d'una denúncia ciutadana en base a la Llei d'igualtat de tracte i no-discriminació, li va imposar una multa de 10.000 € pels seus comentaris xenòfobs i racistes en una entrevista del 2022 a 8TV, en què havia caracteritzat una hipotètica Catalunya islàmica amb violacions en grup, mutilacions genitals, matrimonis forçats, misogínia i homofòbia i havia sostingut que «els musulmans es regeixen per una llei religiosa i la xaria és incompatible amb els valors d'Occident».